# Exército Republicano Irlandês Oficial
O Exército Republicano Irlandês Oficial ou IRA Oficial (OIRA; em irlandês:  Óglaigh na hÉireann) foi um grupo paramilitar republicano irlandês cujo objetivo era remover a Irlanda do Norte do Reino Unido e criar uma "república dos trabalhadores" abrangendo toda a Irlanda. Surgiu em dezembro de 1969, logo após o início dos conflitos na Irlanda do Norte, quando o Exército Republicano Irlandês (IRA) se dividiu em duas facções. O outro foi o IRA Provisório. Cada um continuou a chamar-se simplesmente "o IRA" e rejeitou a legitimidade do outro.
Ao contrário dos "provisórios", os "fficiais" não pensavam que a Irlanda pudesse ser unificada até que a maioria protestante e a minoria católica da Irlanda do Norte estivessem em paz. Os oficiais eram marxistas-leninistas e trabalharam para formar uma frente única com outros grupos comunistas irlandeses, denominada Frente Irlandesa de Libertação Nacional (NLF). Os oficiais eram chamados de NLF pelos provisórios e "stickies" pelos nacionalistas em Belfast (aparentemente em referência aos membros que colavam lírios da Páscoa em seus uniformes), e às vezes eram apelidados de "Red IRA" (IRA Vermelho) por outros.
Empreendeu uma campanha limitada contra o exército britânico, envolvendo principalmente ataques com tiros e bombardeamentos contra tropas em bairros urbanos da classe trabalhadora. Mais notavelmente, esteve envolvido na batalha de Falls em 1970 e executou o atentado de Aldershot em 1972. Em maio de 1972, declarou um cessar-fogo e prometeu limitar as suas ações à defesa e à retaliação. A essa altura, o IRA Provisório havia se tornado a facção maior e mais ativa. Após o cessar-fogo, o IRA Oficial passou a ser denominado "Grupo B" dentro do movimento Oficial. Envolveu-se em rixas com o IRA Provisório e o Exército Irlandês de Libertação Nacional (INLA), um grupo dissidente do IRA Oficial formado em 1974. Também esteve envolvido no crime organizado e no vigilantismo.
O IRA Oficial estava ligado ao partido político Sinn Féin Oficial, mais tarde renomeado como Sinn Féin - Partido dos Trabalhadores e depois Partido dos Trabalhadores.